# Noble Street Studios
Noble Street Studios — это студия звукозаписи, расположенная в Торонто, провинция Онтарио, Канада. Клиентами студии были Билли Талент, Three Days Grace, Данко Джонс, Канье Уэст, The Tragically Hip, Barenaked Ladies,[самоизданный источник?] The Arkells, Feist, ASAP Rocky, Джарвис Черч, Tyga, The Trews, Гэвин Браун, Ленни Дероуз, Алан Парсонс, Джордж Сира, Тори Хэтэуэй, Майкл Джек, Эрик Ратц, Кенни Луонг и The Weeknd.

## История
Студия открыла свои двери в 2011 году. Он был спроектирован Атосом Заги (AZA and Theatre Consultants Collaborative LLC) и Робертом Кастеличем, а акустически спроектирован Терри Медведиком из Group One Acoustics Здесь расположены два помещения для звукозаписи: студия А и студия В. В обеих комнатах установлены твердотельные логические консоли. В студии A находится их рояль Fazioli F212. Студия включает в себя разнообразное профессиональное оборудование для записи, микширования и мастеринга.
В 2013 году студия Noble Street Studios получила награду за выдающийся городской дизайн в Торонто.
В 2015 году Noble Street Studios была номинирована на премию Ассоциации кантри-музыки как лучшая студия звукозаписи, а восемь треков, записанных в студии, были номинированы на премию Juno Awards.